# Borboropora kraatzi
Borboropora kraatzi är en skalbaggsart som beskrevs av Johann Mihály Fuss 1862. Borboropora kraatzi ingår i släktet Borboropora, och familjen kortvingar. Enligt den svenska rödlistan är arten nära hotad i Sverige. Arten förekommer på Gotland, Öland och Götaland. Artens livsmiljö är havsstränder, jordbrukslandskap.